# Mokgweetsi Masisi
Mokgweetsi Eric Keabetswe Masisi (* 21. července 1961, Moshupa, Botswana) je botswanský politik, od dubna 2018 do listopadu 2024 prezident Botswany.

## Životopis
Jeho otec Edison Setlhomo Masisi byl dlouholetým poslancem a ministrem. Vyrůstal se sedmi sourozenci. Navštěvoval základní školu Thornhill a školu Maru a Pula. Poté studoval do roku 1984 angličtinu a historii na University of Botswana. V roce 1989 začal studovat na Florida State University, kde absolvoval magisterské studium. Hrál v divadle a také v několika jihoafrických amatérských filmových produkcích. Od roku 1995 v Botswaně pracoval pro UNICEF.
Ve volbách v roce 2004 se pokusil kandidovat ve volebním okrsku Moshupa/Mangana, ale při hlasování jeho strany dostal přednost jeho stranický kolega. Ve volbách v roce 2009 byl úspěšný, když byl zvolen do Národního shromáždění. Od roku 2011 do roku 2014 byl ministrem prezidentských záležitostí a veřejné správy. Ve volbách v roce 2014 byl znovu zvolen poslancem do Národního shromáždění. Byl jmenován ministrem pro vzdělávání a rozvoj dovedností. Prezident Ian Khama ho 12. listopadu 2014 navíc jmenoval viceprezidentem, přičemž zůstal ve funkci ministra školství.
Dne 1. dubna 2018 byl jmenován jako nástupce Iana Khama, čímž se stal pátým prezidentem Botswany. Poté, co jeho strana BDP zvítězila v říjnu 2019 v parlamentních volbách, byl Masisi 1. listopadu 2019 znovuzvolen do funkce prezidenta.
V listopadu 2024 uvedl, že z prezidentské funkce odstoupí. Stalo se tak poté, co jeho strana prohrála volby poprvé od roku 1966. Pokojně předal moc. Jeho nástupcem ve funkci prezidenta se stal Duma Boko.